# Prebava
Prebava pomeni mehanski in kemični proces pretvorbe zaužite hrane v manjše molekule, ki se v prebavilih lahko absorbirajo. S pomočjo prebave se zaužita hrana spremeni v obliko, ki omogoča organizmu pridobitev energije in sestavin za katabolične procese.  
Ločimo:
- znotrajcelično prebavo, ki poteka v prebavni vakuoli celice in
- zunajcelično prebavo, ki poteka izven celice, zlasti v svetlini prebavil.

## Pregled prebave pri strunarjih
Pri večini strunarjev je prebava proces v več različnih stopnjah. Začne se z vnosom surovega hranilnega materiala, večinoma drugih organizmov. Prebava vključuje mehansko in kemično predelavo. Deli se v štiri stopnje:
1. vnos hrane v usta;
2. žvečenje in gnetenje bolusa (grižljaja)  z vodo, kislino, sluzjo, encimi v želodcu in črevesju, ki razbijejo večje zapletene molekule v manjše strukture;
3. absorpcija hranilnih snovi kot rezultat prebave v obtočila;
4. iztrebljanje.[1]

## Prebava pri človeku
V prebavilih poteka prebava na različnih odsekih na različne načine:
- Ustna votlina z žlezami slinavkami: v ustih se hrana mehansko obdela s pomočjo zob. Ob pogledu na hrano, vonjanje le-te ali le ob misli nanjo se v ustni votlini pospeši izločanje sline. Slina je pomembna za žvečenje, okušanje in požiranje hrane, hkrati pa vsebuje prebavne encime. Ptialin, amilaza v slini, začne z razgradnjo ogljikovih hidratov v posamezne molekule sladkorjev. Zaradi delovanja amilaze dobi kruh, če ga dlje časa zadržimo v ustih, sladkast okus; amilaze namreč cepijo škrob v kruhu v disaharid maltozo.
- Požiralnik: gladko mišičje v požiralniku potiska hrano v želodec. Zaradi kontrakcije cirkularnega in longitudinalnega sloja gladke mišičnine v steni požiralnika pride do pulzirajočega gibanja, ki ga imenujemo peristaltika.
- Želodec: želodčne lastne žleze proizvajajo klorovodikovo kislino (denaturira beljakovine in uniči številne klice v hrani), sluz (ščiti želodčno steno pred klorovodikovo kislino), pepsinogen (predstopnja pepsina – encima, ki razkraja beljakovine) in intrinzični faktor (omogoča resorpcijo vitamina B12 v teščem črevesu). Kašasta, homogenizirana vsebina želodca, ki nastane pod vplivom želodčnega soka, se imenuje himus.
- Tanko črevo: v tankem črevesu poteka nadaljnja prebava himusa in resorpcija hranil, ki preko dverne vene prehajajo v jetra.
  - Dvanajsternik: v dvanajsternik se izlivata žolč in pankreatični sok. Žolč je rumena, židka tekočina, ki vsebuje žolčne kisline oziroma njihove amide z glicinom in tavrinom, bilirubin, vodo in holesterol. Proizvaja se v jetrih, skladišči se v žolčniku, pri zaužitju hrane pa se sprosti v dvanajsternik in služi pri prebavi maščob. Žolčne kisline namreč emulgirajo maščobo v manjše maščobne kapljice, ki so tako bolj dostopne za prebavne encime. Pankreatični sok, ki nastaja v trebušni slinavki, nevtralizira kisel himus.
  - Tešče in vito črevo: tukaj se resorbira okoli 90 odstotkov žolčnih kislin, ki preko dverne dovodnice znova prehajajo v jetra in od tam v žolč.
- Debelo črevo: v debelem črevesu se absorbira 80–90 % vode, ki je prisotna v hrani. Sestavine hrane, ki jih niso mogli razgraditi ne prebavni encimi ne mikroorganizmi iz debelega črevesa, se izločijo nespremenjene. Za takšne sestavine pravimo, da so neprebavljive. V debelem črevesu se stolica shranjuje, kar omogoča peristaltika, ki poteka v obratno smer. Ko pride stolica v danko, se sproži defekacijski refleks.

### Prekrvavitev prebavil
Prebavni sistem pridobiva hranilne snovi preko obtočil. Kri prehaja preko ven in žil okoli trebuha in vranice. Največji dotok krvi pride preko trebušne aorte. Trebušna aorta se deli na vranično arterijo, skupno jetrno arterijo in želodčno arterijo. Aorta tako oskrbuje jetra, želodec, vranico in zgornjo tretjino dvanajstnika. Večina krvi se takoj vrne nazaj v srce preko ven. 
Druga veja aorte ožiljuje črevesje, drobovje, preostali dvanajstnik.Tretja veja pa vodi po celotni poti debelega črevesja. Po prebavljanju hrane se vidno okrepi pretok krvi in doživi vrhunec ob mirovanju človeka 20-40 minut po zaužitju obroka. Pretok se pomiri po slabih 2 urah.

## Predelava v hranilne snovi

### Prebavljanje beljakovin
Prebavljanje beljakovin se odvija v želodcu in dvanajstniku. Beljakovine se prebavijo do polipeptidov, ki jih nato eksopeptidaze in dipeptidaze nadalje prebavijo v aminokisline. 
Pomemben encim v prebavi beljakovin je tripsin. V neaktivni obliki, kot tripsinogen, ga izloča trebušna slinavka, nato pa se aktivira v dvanajsterniku ob prisotnosti enterokinaz. Tripsin cepi beljakovine do manjših polipeptidov.

### Prebavljanje maščob
Prebava nekaterih maščob se prične celo v ustih, a daleč največji delež maščob se prebavi v tankem črevesju. Prisotnost maščob v tankem črevesju sproži proizvodnjo hormonov, ki pospešujejo sproščanje pankreazne lipaze in žolča iz jeter, kar pomaga pri emulgiranju maščobnih kislin, tako da se lahko absorbirajo v krvni obtok. Pri popolni prebavi ene molekule maščobe (triglicerida) nastane mešanica maščobnih kislin, monogliceridov, digliceridov, nekaj nepredelanih trigliceridov, vendar pa ne nastane nobena prosta molekula glicerola.

### Prebavljanje ogljikovih hidratov
Polisaharidi se med prebavo razgradijo na manjše enote s pomočjo sline, sluznice, trebušne slinavke; nastanejo preposti sladkorji, ki jih tanko črevo z lahkoto predeluje.
Laktaza in galaktaza sta encima, ki predelata še disaharide v glukozo in galaktozo. Nekaj prebivalstva nima dovolj encima laktaze in tako ne more primerno predelovati mlečnih sladkorjev. To prebivalstvo reagira neugodno na laktozo. Večinoma gre za prebivalstvo Vzhodne Azije, a gre tudi za prebivalstvo v Severni Evropi in tudi drugje v manjših odstotkih.
Sukraza predeluje saharozo.

## Prebavni hormoni
Poznamo vsaj pet zelo pomembnih hormonov, ki uravnavajo prebavo pri sesalcih:
- gastrin
- sekretin
- holecistokinin
- gastrični insulinotropni polipeptid (GIP)
- motilin